# Karl Rankl
Karl Franz Rankl (1. října 1898 Gaaden Dolní Rakousy – 6. září 1968 Sankt Gilgen) byl rakouský dirigent a hudební skladatel. Jeden z významných členů Druhé vídeňské školy.

## Život
Narodil se v rodině rolníka v Gaadenu nedaleko Vídně jako čtrnácté dítě. Byl vychován ve Vídni a od roku 1918 studoval kompozici u Arnolda Schoenberga a později u Antona Weberna. V roce 1919 se stal sbormistrem a korepetitorem ve vídeňské Volksoper. Později byl i asistentem dirigenta. V roce 1923 se oženil s Adélou Jahodovou (1903–1963). Od roku 1925 dirigoval v Liberci, v roce 1927 v Königsbergu a v letech 1928–1931 působil v Kroll Oper Berlíně jako asistnt Otto Klemperera.

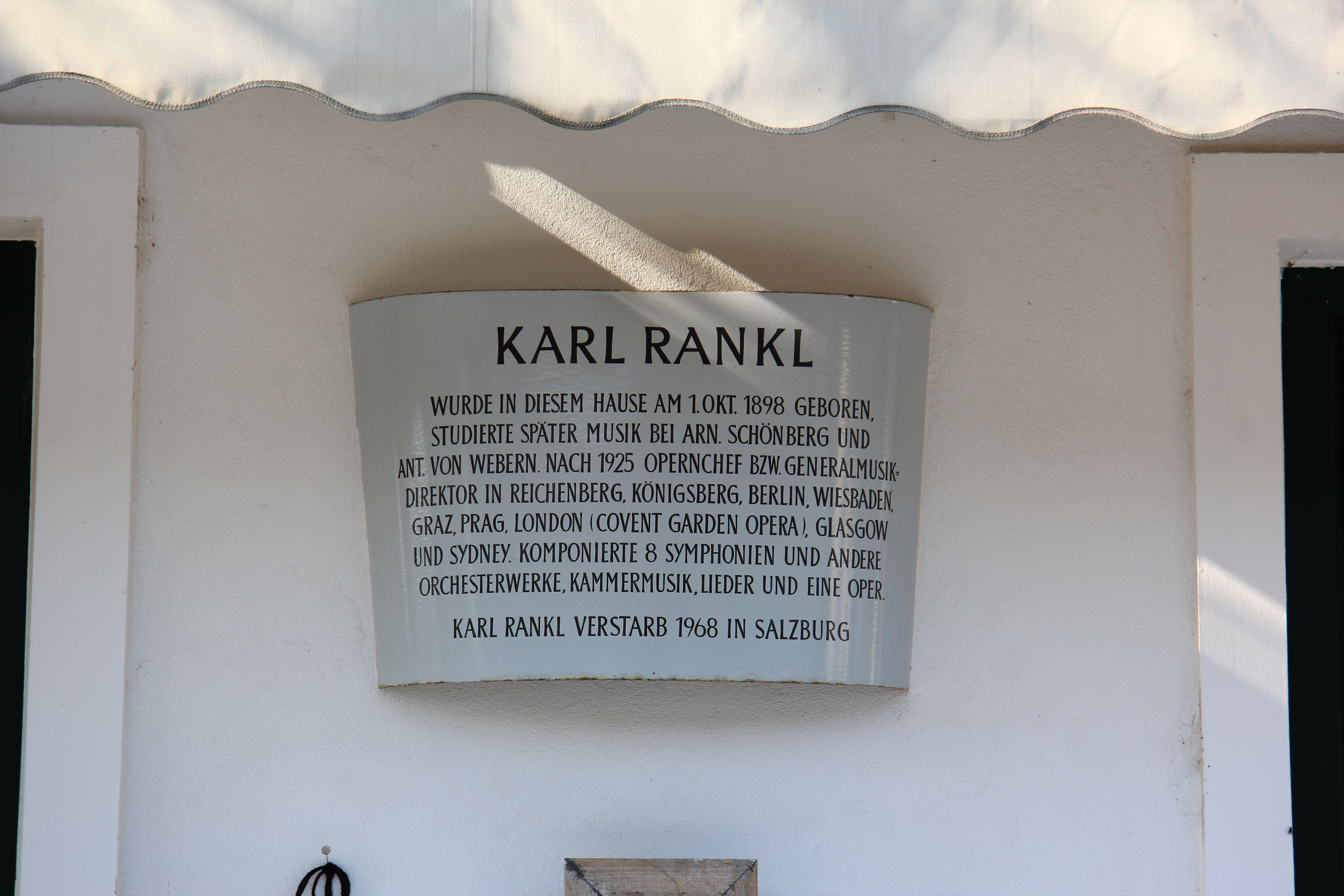
Pamětní deska na rodném domě v Gaadenu.

V roce 1931 byl jmenován šéfdirigentem opery ve Wiesbadenu, ale když se v roce 1933 dostali k moci nacisti musel Německo opustit, neboť jeho manželka byla Židovka a Ranklovy osobní názory byl ostře protinacistické. Vrátil se do Rakouska a stal se šéfem opery ve Štýrském Hradci. V roce 1937 byl jmenován hlavním dirigentem Nového německého divadla v Praze, ale o dva roky později musel po německé okupaci Československa znovu před nacisty utíkat. S pomocí Sira Adriana Boulta, vedoucího hudebního vysílání BBC se mu podařil prchnout do Londýna.
Až do roku 1944 Rankl nemohl získat povolení pracovat jako dirigent. Věnoval se kompozici a hrál na violu ve smyčcovém kvartetu. Když konečně povolení získal, řídil s velkým úspěchem Liverpoolskou filharmonii a Londýnský filharmonický orchestr. Po skončení 2. světové války absolvoval turné dvaceti koncertů po Austrálii. Na základě těchto úspěchů byl požádán, aby obnovil operní soubor v Royal Opera House v Covent Garden v Londýně, který od roku neexistoval, a byl jmenován jeho ředitelem. Toto jmenování se nesetkalo s všeobecným souhlasem britských hudebních kruhů. Nicméně premiéra Carmen v lednu 1947 byla neobyčejně úspěšná a i další představení (Kouzelná flétna a Růžový kavalír) příznivě přijaty.
V roce 1952 byl Rankl jmenován dirigentem Skotského národního orchestru (Scottish National Orchestra) jako nástupce Waltera Süsskinda. Tento orchestr řídil až do roku 1957. V prosinci 1957 se stal hudební ředitelem Elizabethan Trust Opera Company v Austrálii. V Austrálii působil až do roku 1960. Uvedl zde mimo jiné i svou jedinou operu Deirdre of the Sorrows.
Na odpočinek se vrátil do své vlasti. Zemřel 6. září 1968 v St. Gilgen, nedaleko Salcburku.

## Dílo
- Der Mensch (oratorium)
- Deirdre of the Sorrows (opera)
- 8 symfonií
- 2 symfoniety

Kromě toho zkomponoval přes 70 písní a mnoho komorních skladeb.